# 雲山郡
雲山郡（：／ Unsan gun */?）是朝鮮民主主義人民共和國平安北道的一個郡，位於該道东部，东臨慈江道松源郡。面積865.5平方公里。

## 历史沿革
朝鮮民主主義人民共和國成立前的雲山郡设有5面。1952年的行政规划重编，雲山郡从北鎮郡編入部分土地，拥有1邑14里。1954年，和北鎮郡合併。

## 经济
雲山在高麗時代一直是朝鮮王朝营运的矿山。1885年美国人获得矿山开采权，1898年和日本东洋合同矿业会社合营。
当地的矿山主产金矿:26。

## 下轄區劃
下分2邑、1劳动者区、30里。
- 운산읍 雲山邑（英语：Unsan (town)）
- 북진읍 北鎮邑
- 풍양리 丰阳里
- 방어리 防禦里
- 삼산리 三山里
- 북진노동자구 北镇劳动者区
- 월양리 月陽里
- 부흥리 富興里
- 도청리 道青里
- 성봉리 城峰里
- 남산리 南山里
- 연하리 延下里
- 고성리 古城里
- 응봉리 鷹峰里
- 구읍리 舊邑里
- 룡흥리 龍興里
- 제인리 諸仁里
- 전승리 戰勝里
- 화옹리 化翁里
- 조양리 朝陽里
- 룡호리 龍湖里
- 마장리 馬場里
- 니답리 泥踏里
- 평화리 平和里
- 좌리 佐里
- 마상리 馬尙里
- 봉지리 鳳至里
- 상원리 上院里
- 답상리 沓上里
- 영웅리 英雄里
- 운봉리 雲峰里
- 립석리 立石里